# 巴什坦卡區
巴什坦卡區（羅馬化：Bashtanskyi raion）是烏克蘭尼古拉耶夫州的一個區，行政中心为巴什坦卡，人口数量为136,739人（2021年估计）。

## 历史
2020年7月18日作为乌克兰行政区划改革的一部分，尼古拉耶夫州的区份数量减至4个，巴什坦卡區的面积显著增加。改革前巴什坦卡區的面積为1,706平方公里，2020年人口数量为36,507人。

## 行政區劃
巴什坦卡區下劃分為12個市鎮：
- 巴什坦卡市鎮（烏克蘭語：Баштанська міська громада）（市級，行政中心：巴什坦卡）
- 新布赫市鎮（烏克蘭語：Новобузька міська громада）（市級，行政中心：新布赫）
- 斯尼胡里夫卡市鎮（烏克蘭語：Снігурівська міська громада）（市級，行政中心：斯尼胡里夫卡）
- 貝雷茲內胡瓦泰市鎮（烏克蘭語：Березнегуватська селищна громада）（鎮級，行政中心：貝雷茲內胡瓦泰）
- 卡贊卡市鎮（烏克蘭語：Казанківська селищна громада）（鎮級，行政中心：卡贊卡）
- 維利內扎波里日亞市鎮（烏克蘭語：Вільнозапорізька сільська громада）（村級，行政中心：維利內扎波里日亞）
- 沃洛德米里夫卡市鎮（烏克蘭語：Володимирівська сільська громада）（村級，行政中心：沃洛德米里夫卡）
- 霍羅希夫斯凱市鎮（烏克蘭語：Горохівська сільська громада）（村級，行政中心：霍羅希夫斯凱（烏克蘭語：Горохівське (Баштанський район)））
- 因胡爾卡市鎮（烏克蘭語：Інгульська сільська громада）（村級，行政中心：因胡爾卡）
- 普里維利內市鎮（烏克蘭語：Привільненська сільська громада (Миколаївська область)）（村級，行政中心：普里維利內）
- 索菲伊夫卡市鎮（烏克蘭語：Софіївська сільська громада）（村級，行政中心：索菲伊夫卡）
- 希羅克市鎮（烏克蘭語：Широківська сільська громада (Миколаївська область)）（鄉級，行政中心：希羅克（烏克蘭語：Широке (Баштанський район)））